# إيفل (مصارع ياباني)
تاكاّكي واتانبي (باليابانية 渡辺 高章 يقرأ بالروماجي Watanabe Takaaki، ولد في 26 يناير 1987)  هو مصارع محترف ياباني اشتهر باسمه في  الحلبة إيفل ( تكتب بالإنجليزية بحروف كابيتل EVIL  )، ويعمل حاليًا لصالح اتحاد نيو جابان برو ريسلينج (NJPW). بعد ظهوره لأول مرة في الاتحاد NJPW في عام 2011، شارك Evil في الولايات المتحدة لشركات مثل غلوبال فورس ريسلينج  (GFW) وحلبة الشرف  (ROH) في الفترة من 2014 إلى 2015 ذلك طبقاً لاتفاقيات اتحاد NJPW مع تلك الاتحادات الأمريكية. وهو حاليًا عضو في عصابة لوس انجوبيرنابليس دي جابون ‏   الذي أنشأه عام 2015 مع تيتسويا نايتو وبوشي بعد عودته إلى NJPW.
حقق إيفل القاب كثيرة في اتحاد NJPW حيث كان بطل سابق لبطولة النيفر للوزن المفتوح  و يُعد بطل IWGP للفرق  مرتين مع سيا ساندا، وفائز بدوري الورلد تاغ ليغ  مرتين ولديه  أيضًا رقم قياسي  ثلاث مرات في حمل  بطولة النيفر للفرق السداسية  مع كل من  سانادا وبوشي، مما يجعله ست مرات بطلا في اتحاد  NJPW.

## مهنة مصارعة المحترفين

### اتحاد ان جي بي دبليو (منذ 2011 حتي 2013)
ظهر واتانابي لأول مرة في اتحاد نيو جابان برو ريسلنج (NJPW) في 13 مايو 2011   المصارعة في المقام الأول كيانج ليون وظل مع الاتحاد حتى أكتوبر 2013، عندما بعد عرض NJPW King of Pro Wrestling 2013  أعلن أنه سيتم إرساله في رحلة تعليمية إلى الولايات المتحدة.

### اتحاد حلبة الشرف (منذ 2014 حتي 2015)
في عرض  Global Wars 2015 الليلة الأولى 15 مايو، تعاون مع سيلاس يونج وخاسرا ضد جيدو  ومووس . في الليلة التالية 16 مايو، هزمه سيلاس يونغ.
في حلقة 27 مايو 2015  من عرض رينج اوف اونر ريسلينج، خسر أمام آدم بيج بعد أن هاجم كولبي كورينو واتانابي. في حلقة 4 يوليو 2015 من عرض ROH ريسلينج دالتون كاسيل هزم واتانابي. في 23 يوليو 2015، أعلن ROH أن عضو فريق هاوس اوف تروث ديجاك سيواجه  واتانابي في مباراة فردية مسجلة حصريًا على قناة YouTube الخاصة بهم. حدث ذلك في 24 يوليو في عرض ROH Death Before  Dishonor XIII حيث هزم ديجاك واتانابي.
```
في 22 أغسطس في عرض Field of Honor 2015، تأهل واتانابي لمباراة بطولة ROH العالم للتلفزيون  بفوزه بمباراة تسعة لاعبين. 18 سبتمبر 2015  في عرض  All Star Extravaganza VII  تعاون مع ويل فيرارا لهزيمة دونوفان ديجاك وجريج جيمس. في 19 سبتمبر 2015، تلقى واتانابي فرصته علي اللقب  في مباراة ضد البطل جاي ليثل  لكنه لم ينجح في الفوز باللقب.
```

### العودة إلى NJPW

#### ملك الظلام (2015-2017)

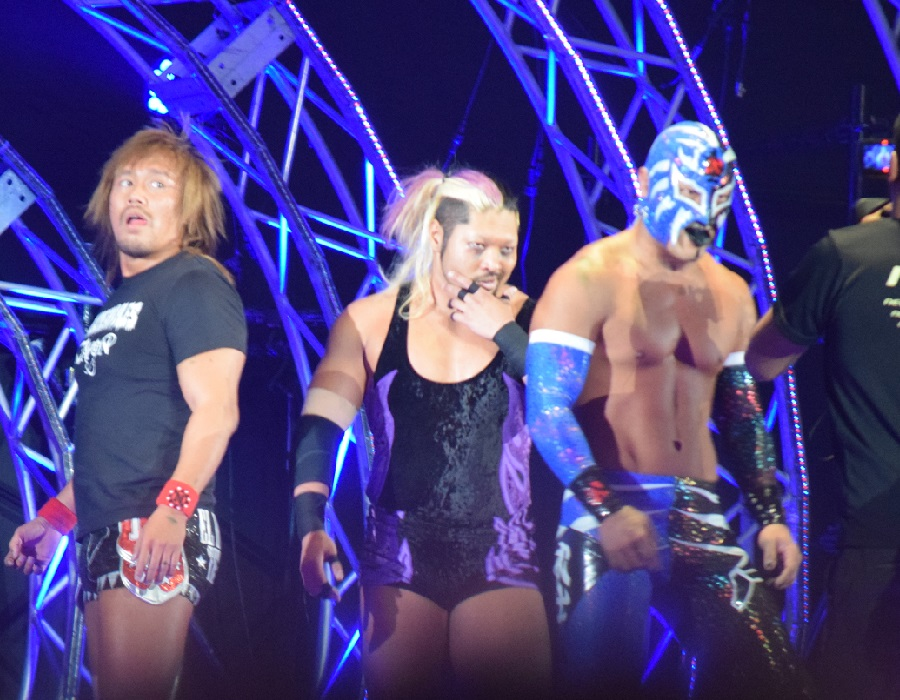
إيفل (الوسط) مع فريق لوس انجوبيرنابليس دي جابون في فبراير 2016

في 12 أكتوبر 2015، عاد واتانابي إلى NJPW في عرض King of Pro-Wrestling، حيث تم الكشف عنه كشريك في فريق تيتسويا نياتو خلال مباراته ضد الاسطورة هيروشي تاناهاشي. تم إيقاف المباراة بسبب تدخل واتانابي الخارجي في المباراة من قبل هيروكي جوتو وكاتسويوري شيباتا، مما أدى إلى خسارة نايتو. في مقابلة بعد المباراة، أعطى نايتو واتانابي الاسم الجديد «ملك الظلام» إيفل. تحت الاسم الجديد، أصبح Evil تابعًا لفريق نايتو. في ديسمبر، فاز هو  ونايتو  في بطولة الورلد تاج ليج لعام 2015 برقم قياسي بلغ خمسة انتصارات وخسارة واحدة، ليتقدما إلى نهائيات البطولة. في 9 ديسمبر 2015، هزم إيفل ونايتو في النهائيات من قبل توجي ماكابي وتومواكي هونما.
في أوائل شهر مارس  2016، شارك إيفل في دوري كأس نيو جابان لعام 2016 والذي تم استبعاده في الجولة الأولى من قبل توموهيرو إيشي. في 20 مارس  2016  تحدى إيفل إيشي في نزال علي بطولة ROH العالم للتلفزيون لكنه خسر امام ايشي. من 18 يوليو إلى 14 أغسطس 2016 شارك إيفل في دوري G1 Climax 2016 حيث حصل علي أربعة انتصارات وخمس خسائر، وبالتالي فشل في التقدم للنهائيات. على الرغم من إخفاقه في التقدم، سجل إيفل فوزين كبيرين بهزيمة بطل IWGP للقارات  مايكل ايلجين وبطل النيفير للوزن المفتوح كاتسوري شيباتا في اليوم الأخير.
في 5 نوفمبر 2016  في عرض Power Struggle، فاز Evil بلقبه الأول، عندما هزم بطل النيفير للوزن المفتوح كاتسوري شيباتا. بعد عشرة أيام، خسر إيفل اللقب لصالح شيباتا في سنغافورة. في نهاية العام، شارك إيفل في دوري ورلد تاج ليغ 2016، حيث تعاون مع زميله الجديد في الفريق سانادا. واحتل الفريقان المركز الثاني في مجموعتهما بخمسة انتصارات وخسارتين تعادل مع الفائزين في المجموعة توجي ماكابي و وتومواكي هونما، لكنهم فشلوا في التقدم إلى النهائيات بسبب خسارتهم مباراة وجهاً لوجه أمام ماكابي وهونما.
في 4 يناير 2017، في بطولة ريسل كينغدوم 11 في طوكيو دوم، فاز إيفل وبوشي وسانادا في مباراةالجونجليت  الرباعية للفرق ليصبحوا أبطال  النيفير للفرق الثلاثية الجدد. وخسروا الالقاب لصالح الالقاب أمام فريق تاجوتشي جابان المكون من هيروشي تاناهاشي ومانابو ناكانيشي وريوسوكي تاجوتشي في اليوم التالي، ونجحوا في استعادتها في 11 فبراير في  عرض 2017 New Beginning in Osaka. في مارس 2017، وصل إيفل إلى الدور قبل النهائي لكأس نيو جابان 2017، قبل أن يخسر أمام باد لاك فاليه. في 4 أبريل 2017، خسر القابهم مرة اخري ضد ريكوشيه وهيروشي تاناهاشي وريسوكي تاجوتشي  في دفاعهم الثاني، واستعادوا الالقابفي 3 مايو 2017  في عرض Wrestling Dontaku 2017.
خلال دوري  G1 Climax 2017 في 5 أغسطس 2017، حقق إيفل فوزًا كبيرًا على بطل IWGP للوزن الثقيل كازوتشيكا اوكادا وكانت هذه أول هزيمة فردية لأوكادا منذ حوالي عام. ووصل إيفل الي المركز الثالث في مجموعته بعد ان سجل ستة انتصارات وثلاث خسائر. في 9 أكتوبر 2017 في عرض  King of Pro-Wrestling، أخذ إيفل أول فرصة له علي لقب بطولة IWGP للوزن الثقيل، لكنه هزم امام اوكادا. في ديسمبر 2017، فاز إيفل وساندا بدوري الورلد تاج ليغ لعام 2017 برقم قياسي  برصيد خمسة انتصارات وخسرتين، ليتقدموا إلى نهائيات البطولة. في 11 ديسمبر 2017  هزموا فريق جي أو دي  ( تاما تونغا وتانغا لوا ) في النهائيات للفوز بالبطولة. بعد ستة أيام  خسر إيفل وبوشي وسانادا بطولة النيفير للفرق السداسية  أمام فريق نادي الرصاص (تاما تونجا وتونجا لوا وباد لاك فاليه ) في دفاعهم الرابع عن الالقاب.

#### مشوار الفوز ببطولة الفرق مع سانادا (منذ 2018 حتى الآن)
في 4 يناير 2018، في عرض ريسل كينغدوم 12، هزم إيفل وسانادا فريق كيلر ايليت سكواد  ( ديفي بوي سميث جونيور ولانس آرتشر ) ليفوزوا ببطولة IWGP للفرق  للمرة الأولى.دافعا عنها بنجاح  في عرضين مختلفين قبل ان يخسرا اللقب لصالح اليونج باكس في عرض  Dominion 6.9 في Osaka-jo Hall لينتهي فترة حملهما للقب التي استمرت لمدة 156 يومًا. في نفس الليلة، هزم كريس جيركو تيتسويا نايتو للفوز ببطولة IWGP للقارات. بعد المباراة، طبق جيركو علي نايتو حركته الاخضاعية ورفض ان يتركه. نتج عن هذا إيفل يركض لإنقاذ نايتو. دخل إيفل إلى دوري  2018 G1 Climax وانتهى بعدد قياسي من الانتصارات 5 وخسائر 4، لكنه فشل في التقدم للنهائيات. في عرض King of Pro-Wrestling، كان من المقرر أن يتنافس إيفل في مباراة فردية ضد زاك سابير جونيور. قبل أن تبدأ المباراة، كريس جيركو يعود ويهاجم إيفل مما يعني انه قبل تحديه.
في 3 نوفمبر 2018، في عرض Power  Struggle 2018 نال إيفل فرصة علي لقب القارات لكنه خسر امام جيركو بالإخضاع. في ديسمبر 2018، دخلت إيفل وساندا في نسخة 2018 من دوري الورلد تاج ليغ. سجل الزوجي رقما قياسيا من عشرة انتصارات وفي مقابل ثلاث خسائر متقدمين بها إلى النهائيات حيث التقيا في النهائيات ضد فريق جي أو دي (تاما تونغا وتانغا لوا) في مباراة العودة من نهائي العام السابق. في 9 ديسمبر 2018، هزموا فريق جي أو دي في في النهائيات ليفوزوا بالدوري وينالون فرصة علي لقب IWGP للفرق في عرض ريسل كينجدوم.
في عرض ريسل  كينجدوم 2019، فاز إيفل وساندا ببطولة  IWGP للفرق  في مباراة فرق ثلاثية، تضمنت أيضًا جي أو دي وفريق اليونج باكس. احتفظوا بلقبهم في عرض  New Beginning In Sapporo 2019 ضد زاك سابير جونيور ومينورو سوزوكي. وفي عرض Honor Rising: Japan 2019، خسر إيفل وساندا الألقاب في دفاعهما الثاني ضد فريق جي أو دي. تم إعلان عن مشاركة إيفل في كأس نيو جايان 2019، لكنه خسر أمام زاك سابير جونيور في الجولة الأولى.

## البطولات والإنجازات
- ان جي بي دبليو

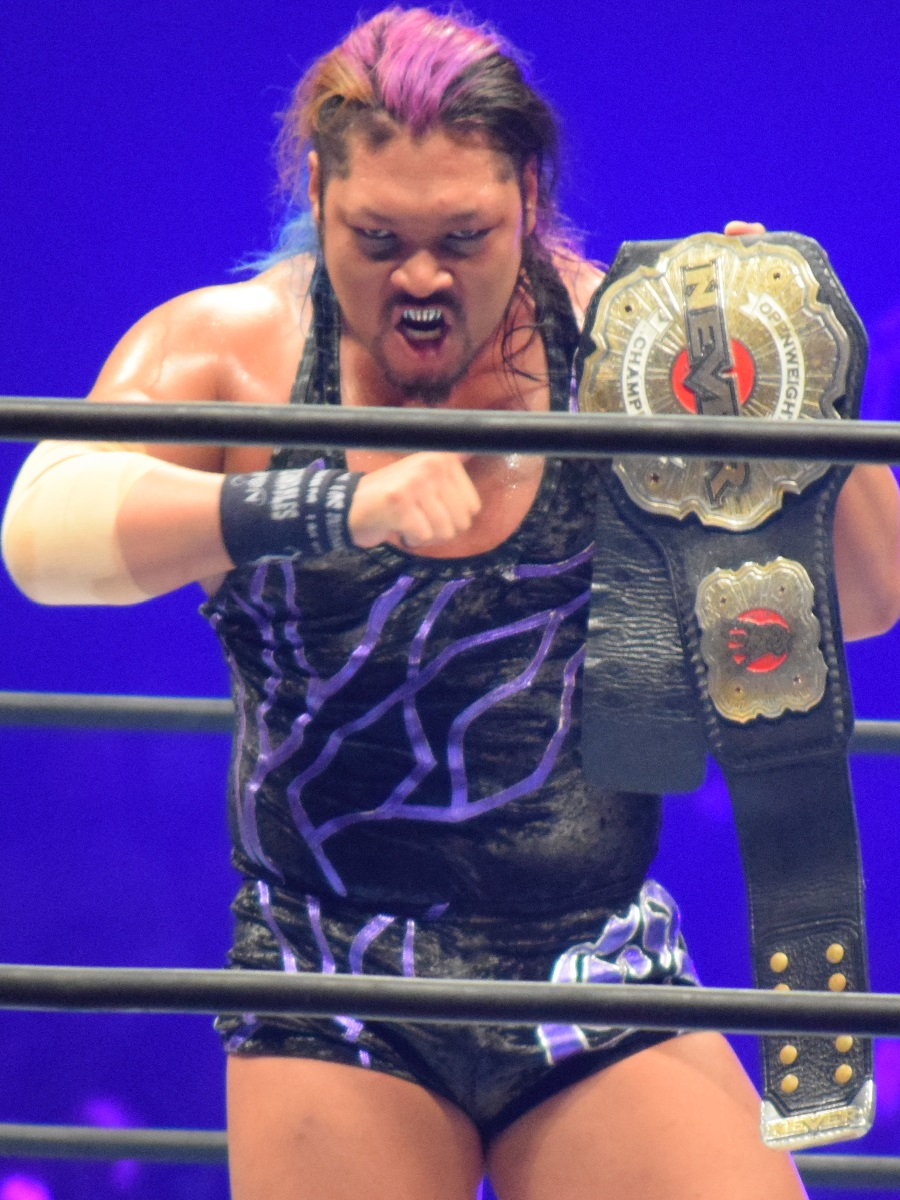
إيفل يحمل لقب النيفير للوزن المفتوح في نوفمبر 2016

  - بطولة IWGP للفرق   ( مرتين ) - مع ساندا [28]
  - بطولة  النيفير للفرق السداسية  ( 3 مرات ) - مع كل من ساندا وبوشي [15][17][20]
  - بطولة النيفير للوزن المفتوح ( مرة واحدة )[12]
  - دوري الورلد تاج ليغ  ( 2017، 2018 ) - مع ساندا [26]
- برو ريسلينج اليزتراتيد
  - احتل المرتبة 71 من أفضل 500 مصارع فردي في قائمة PWI لافضل 500 مصارع  في عام 2018[38]
- ريسلينج ابسيرفير نيوزليتر
  - أفضل وسيلة للتحايل (2017) كجزء من عصابة لوس انجوبيرنابليس دي جابون[39]

## روابط خارجية
- ايفيل على موقع IMDb (الإنجليزية)
- ايفيل على موقع قاعدة بيانات الفيلم (الإنجليزية)
- ايفيل على موقع CageMatch worker (الإنجليزية)
- ايفيل على موقع قاعدة بيانات المصارعة على الإنترنت (الإنجليزية)
- ايفيل على موقع عالم المصارعة على الإنترنت (الإنجليزية)
- «ملك الظلام» EVIL
- الملف الشخصي علي موقع كايج ماتش
- تويتر الشخصي
- ملف بيانات المصارعة